# Ilja Riessin
Ilja Załmanowicz Riessin (ros. Илья Залманович Рессин, ur. 18 września?/1 października 1903 w Czernihowie, zm. 27 lutego 1940) – funkcjonariusz radzieckich służb specjalnych, kapitan bezpieczeństwa państwowego.

## Życiorys
Urodził się w rodzinie żydowskiej. W 1916 skończył szkołę miejską w Czernihowie, później pracował m.in. w tartaku, od stycznia 1922 do stycznia 1923 był szeregowcem 1 Dywizji Czerwonego Kozactwa. 1 marca 1923 został funkcjonariuszem gubernialnego oddziału GPU w Czernihowie, od 1 sierpnia 1925 do stycznia 1928 pracował w okręgowym oddziale GPU w Nieżynie, od stycznia 1928 do 1 marca 1930 w Ługańsku, następnie w Charkowie. Od 1 października 1930 do lutego 1932 był szefem Wydziału Ekonomicznego Charkowskiego Sektora Operacyjnego GPU, od lutego 1932 do 1 marca 1933 szefem oddziału Wydziału Ekonomicznego Charkowskiego Obwodowego Oddziału GPU i od 1 marca 1933 do lipca 1934 szefem oddziału Wydziału Ekonomicznego Dniepropietrowskiego Obwodowego Oddziału GPU, a od lipca 1934 do stycznia 1937 szefem oddziału Wydziału Ekonomicznego/Wydziału Kontrwywiadowczego Zarządu Bezpieczeństwa Państwowego (UGB) Zarządu NKWD obwodu dniepropietrowskiego. 23 marca 1936 otrzymał stopień starszego porucznika bezpieczeństwa państwowego. W 1937 był zastępcą szefa Wydziału 3 UGB Zarządu NKWD obwodu dniepropietrowskiego, od 26 kwietnia do 15 sierpnia 1937 szefem Wydziału 5 UGB NKWD Ukraińskiej SRR, od 15 sierpnia 1937 do 25 lutego 1938 zastępcą ludowego komisarza i jednocześnie p.o. ludowego komisarza, a od 25 lutego do 19 listopada 1938 ludowym komisarzem spraw wewnętrznych Niemieckiej Nadwołżańskiej Autonomicznej Socjalistycznej Republiki Radzieckiej. 29 maja 1938 awansowano go na kapitana bezpieczeństwa państwowego. Był odznaczony Orderem Czerwonej Gwiazdy (19 grudnia 1937).
19 listopada 1938 został aresztowany, a 26 lutego 1940 skazany na śmierć przez Wojskowe Kolegium Sądu Najwyższego ZSRR i następnego dnia rozstrzelany. Nie został zrehabilitowany.